# Johann Horvath
Johann Hans Horvath (ur. 20 maja 1903, zm. 30 lipca 1968) – austriacki piłkarz grający na pozycji napastnika.

## Kariera klubowa
Jeden z najskuteczniejszych austriackich napastników w latach 20. Całą karierę związał z klubami wiedeńskimi. Najwięcej sezonów spędził w 1. Simmeringer SC. Z Rapidem Wiedeń uczestniczył w trzech finałach Pucharu Mitropa – dwóch przegranych w 1927 i 1928 oraz wygranym w 1930.

## Kariera reprezentacyjna
W reprezentacji Austrii zadebiutował w styczniu 1924 meczem towarzyskim przeciwko reprezentacji Niemiec. W tym samym spotkaniu zdobył też swoje premierowe trafienie w kadrze narodowej. Był uczestnikiem mundialu 1934, na którym strzelił 2 bramki a Austriacy zajęli 4. miejsce. W reprezentacji wystąpił 46 razy i zaliczył 29 trafień. Ostatni międzynarodowy mecz zagrał w październiku 1934 roku przeciwko Węgrom.

## Trofea
- Austriacka Bundesliga

1929, 1930
- Puchar Austrii

finalista 1929